# Scopesis rufonotata
Scopesis rufonotata là một loài tò vò trong họ Ichneumonidae.